# Кітерня (присілок)
Кітерня (рос. Китерня) — присілок у Іскітимському районі Новосибірської області Російської Федерації.
Входить до складу муніципального утворення Верх-Койонська сільрада. Населення становить 186 осіб (2010).

## Історія
Згідно із законом від 2 червня 2004 року органом місцевого самоврядування є Верх-Койонська сільрада.

## Населення
| 2002 | 2007 | 2010 |
| ---- | ---- | ---- |
| 274  | ↗341 | ↘186 |